# 卫津路
天津市卫津路北起海光寺南京路交口，南至八里台立交桥，全长2.3千米。八里台立交桥以南之路段称为卫津南路。是天津市西纵快速路的重要组成部分，也是沟通天津市南北向交通的重要通道之一。卫津路地处三区交界，东侧为和平区，西侧为南开区，八里台立交桥东南侧为河西区。
卫津路之名源于其旁的卫津河。卫津河开挖于1890年，目的在于宣泄老城厢西南部之洪水，保护天津卫不受洪水的侵犯，其卫津河之名也由此而来。
卫津路沿线设有天津市广播电视电影局、天津电视台、天津人民广播电台，同时沿线学校众多，包括南开大学、天津大学等。该路段常年拥堵严重，尤其是海光寺路口以及鞍山道六里台路口。